# Batz-sur-Mer

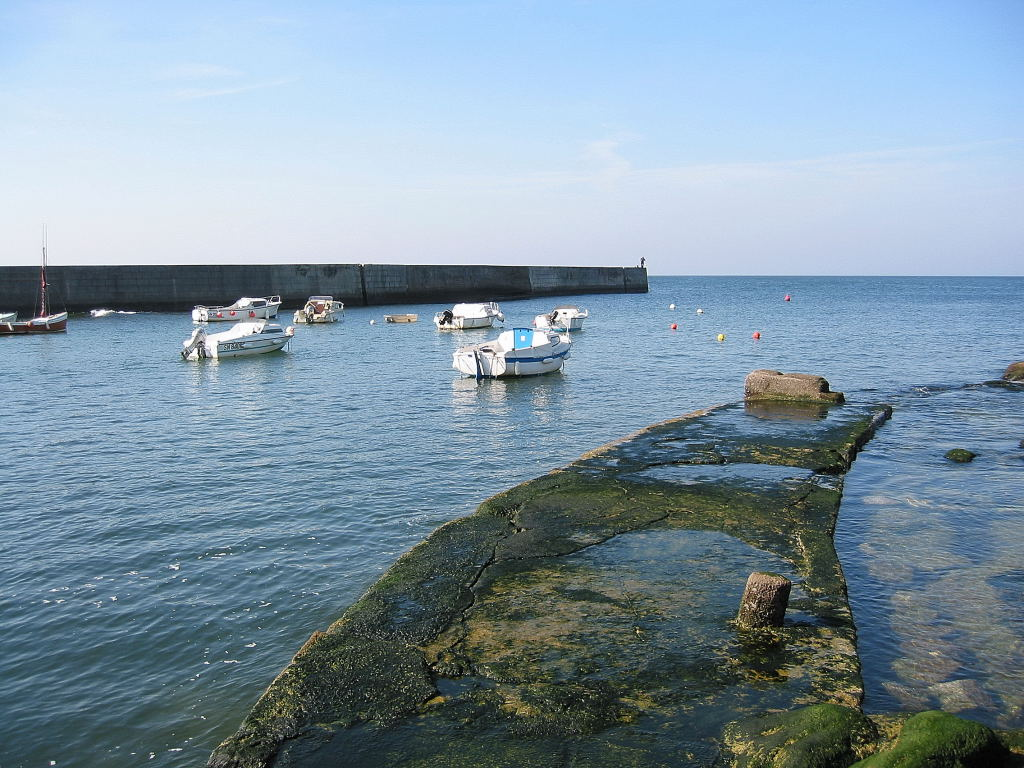
Port w Batz sur Mer

Batz-sur-Mer (bret. Bourc'h-Baz) – miejscowość i gmina we Francji, w regionie Kraj Loary, w departamencie Loara Atlantycka.
Według danych na rok 2010 gminę zamieszkiwało 3071 osób, a gęstość zaludnienia wynosiła 331 osób/km².